# Ach! Te piękne kobietki
Ach! Te piękne kobietki – francusko–włoska komedia z 1954 roku, w reżyserii Jeana Loubignaca. Film był pierwszą produkcją, w której Louis de Funès zagrał rolę pierwszoplanową.

## Fabuła
Robert Dhéry, reżyser w teatrze "Folies-Méricourt" reklamuje swój najnowszy spektakl zatytułowany "Ach! Te piękne kobietki". Inspektor policji, Michel Leboeuf, zaintrygowany i zaniepokojony śmiałym plakatem, postanawia przeprowadzić śledztwo. Udaje mu się przeniknąć do obsady sztuki i okazuje się doskonałym aktorem. Robert proponuje mu zastąpienie nieobecnego aktora. Inspektor zaczyna czerpać coraz większą przyjemność z aktorstwa i stopniowo zapomina o swoim pierwotnym zadaniu tępienia golizny we wszystkich możliwych postaciach.

## Obsada
- Robert Dhéry – Robert Dhéry
- Colette Brosset – Colette Brosset
- Roger Caccia – mężczyzna
- Jacqueline Maillan – dyrektorka teatru
- Francis Blanche – Garibaldo Tronchet
- Louis de Funès – Michel Leboeuf
- Jacques Legras – konferansjer
- Raymond Bussières – hydraulik